# 梅尼勒拉图尔
梅尼勒拉图尔（法語：Ménil-la-Tour，法語發音：[menil la tuʁ]）是法国默尔特-摩泽尔省的一个市镇，属于图勒区。

## 地理
梅尼勒拉图尔（48°45'58"N, 5°51'48"E）面积8.82 平方千米，位于法国大東部大區默尔特-摩泽尔省，该省份为法国东北部内陆省份，是洛林的一部分，北邻比利时、卢森堡，北起顺时针与摩泽尔省、下莱茵省、孚日省和默兹省接壤。
与梅尼勒拉图尔接壤的市镇（或旧市镇、城区）包括：昂迪伊、布夫龙、拉涅、鲁瓦约梅、桑泽。

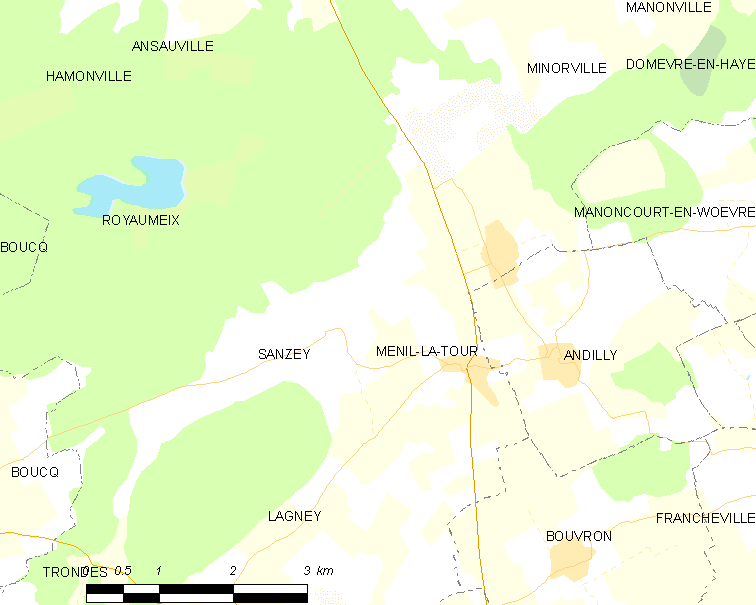
梅尼勒拉图尔的OSM定位图

梅尼勒拉图尔的时区为UTC+01:00、UTC+02:00（夏令时）。

## 行政
梅尼勒拉图尔的邮政编码为54200，INSEE市镇编码为54360。

## 政治
梅尼勒拉图尔所属的省级选区为北图卢瓦县。

## 人口

1962-2008年间梅尼勒拉图尔人口变化图示

梅尼勒拉图尔于2022年1月1日时的人口数量为342人。